# Kapinémetfalu
Kapinémetfalu (szlovákul: Nemcovce) község Szlovákiában, az Eperjesi kerület Eperjesi járásában. Hidegkút tartozik hozzá.

## Fekvése
Eperjestől 12 km-re északkeletre, a Szekcső-patak és a Tapoly között fekszik.

## Története
A település a német jog alapján keletkezett a 14. század elején. 1364-ben „Nemethfalua” néven említik először. A komlósi uradalomhoz tartozott. 1427-ben 19 portája volt. 1787-ben 39 házában 288 lakos élt.
A 18. század végén Vályi András így ír róla: „Kapi Németfalu, és Pálvágás. Két tót falu Sáros Várm. Kapi Németfalunak földes Ura Kapi Uraság, fekszik Kapifalvához közel, és annak filiája, másik Németfalvának pedig földes Ura a’ Religyiói Kintstár, fekszenek az Ország úttya mellett, Hankóczhoz nem meszsze, és annak filiáji, lakosaik többfélék, földgyei középszerűek.”
1828-ban 47 háza és 354 lakosa volt. Lakói mezőgazdasággal, állattartással, fafaragással foglalkozó zsellérek voltak. A 19.-20. században a Ghillányi család birtokában állt.
Fényes Elek 1851-ben kiadott geográfiai szótárában így ír a faluról: „Németfalu (Kapi), tót falu, Sáros vmegyében, Kapihoz 1 órányira; 160 kath., 139 evang. lak. F. u. a Kapy nemzetség. Ut. p. Eperjes.”
A trianoni diktátum előtt Sáros vármegye Eperjesi járásához tartozott.
Mezőgazdasági jellegét később is megőrizte, lakói főként a közeli nagybirtokokon dolgoztak. 1935-37-ben fűrésztelep is működött a községben. 1944-ben a németek a partizánok támogatása miatt 6 lakost végeztek ki.

## Népessége
| Év:            | 1994. | 2004.    | 2014.   | 2024.   |
| -------------- | ----- | -------- | ------- | ------- |
| Emberek száma: | 408   | 451      | 479     | 478     |
| Eltérés:       |       | +10,53 % | +6,20 % | -0,20 % |

| Év:            | 2023. | 2024.   |
| -------------- | ----- | ------- |
| Emberek száma: | 481   | 478     |
| Eltérés:       |       | -0,62 % |

1910-ben 294, túlnyomórészt szlovák lakosa volt.
2001-ben 462 lakosából 460 szlovák volt.
2011-ben 472 lakosából 462 szlovák.

## Neves személyek
- Itt született 1787. október 26-án Munyay Antal Lajos evangélikus lelkész, teológiai tanár, egyházi író.

## Nevezetességei
- Szent Cirill és Metód tiszteletére szentelt római katolikus temploma 1968 és 1972 között épült.
- Evangélikus temploma.